# Jeleńcz (województwo pomorskie)
Jeleńcz (kaszub. Jeléńcz; dawniej Jelończ) – wieś kaszubska w Polsce na pograniczu Pojezierzy Kaszubskiego i Bytowskiego położona w województwie pomorskim, w powiecie bytowskim, w gminie Parchowo w pobliżu zachodnich brzegów jeziora Stropno.
W latach 1975–1998 miejscowość administracyjnie należała do województwa słupskiego.

## Historia
Po roku 1920 Jeleńcz pozostał w granicach Niemiec. Obowiązującą nazwą niemieckiej administracji dla Jeleńcza była do roku 1935 forma Jellentsch. Nazwa Jellentsch, została przez nazistowskich propagandystów niemieckich zweryfikowana jako zbyt kaszubska lub nawet polska i w 1936 r. (w ramach odkaszubiania i odpolszczania nazewnictwa niemieckiego lebensraumu) przemianowana na bardziej niemiecką - Hirschfelde.

## Zabytki
Według rejestru zabytków NID na listę zabytków wpisany jest dom nr 8, szachulcowy, zbudowany po 1800, nr rej.: A-898 z 10.02.1975.